# Književnost u 1828.
◄◄ | ◄ | 1825. | 1826. | 1827. | 1828.  | 1829. | 1830. | 1831. | ► | ►►
Arhitektura • Astronomija • Biologija • Glazba • Kazalište • Kemija • Kiparstvo • Knjige • Književnost • Kršćanstvo • Meteorologija • Medicina • Politika • Pravo • Promet • Slikarstvo • Šport • Znanost • Željeznički promet
Književnost u 1828.

## Svijet

### Rođenja
- 8. veljače – Jules Verne, francuski romanopisac, pjesnik i dramatičar († 1905.)
- 20. ožujka – Henrik Ibsen, norveški književnik († 1906.)
- 9. rujna – Lav Nikolajevič Tolstoj, ruski grof, književnik i mislilac († 1910.)

## Vanjske poveznice
|  | Zajednički poslužitelj ima još gradiva o temi Književnost u 1828. |